# Гавант енд Вотерлувілл
ФК «Гавант енд Вотерлувілл» (англ. Havant & Waterlooville Football Club) — англійський футбольний клуб з міста Гавант, заснований у 1998 році. Виступає у Національній лізі Півдня. Домашні матчі приймає на стадіоні «Вест Лей Парк», потужністю 5 250 глядачів.